# River East Allen
Der River East Allen ist der 21 km lange rechte Quellfluss des River Allen in Northumberland im Norden von England.

## Flusslauf
Der River East Allen verläuft in den nördlichen Pennines. Er entsteht am Allendale Common südlich von Allenheads am Zusammenfluss zweier Bäche. Er fließt zunächst in nördlicher Richtung. Nördlich von Allendale Town nimmt er eine nordwestliche Richtung ein und bildet bei seinem Zusammenfluss mit dem River West Allen den River Allen.